# Ljubov'
Ljubov' (in cirillico: Любовь) è un nome proprio di persona russo femminile.

## Varianti
- Alterazioni: Любочка (Ljubočka)[1]
- Ipocoristici: Люба (Ljuba)[1]

### Varianti in altre lingue
- Bulgaro: Любов (Ljubov)[1]
  - Maschili: Любен (Ljuben)[2]
- Ceco: Ljuba[1]
- Croato: Ljuba[1], Ljubica[1]
  - Maschili: Ljuban[2]
- Macedone: Љубена (Ljubena)[1], Љуба (Ljuba), Љубица (Ljubica)[1]
  - Maschili: Љубен (Ljuben)[2]

- Serbo: Љуба (Ljuba), Љубица (Ljubica)[1]
  - Maschili: Љубан (Ljuban)[2]
- Slovacco: Ľuba[1], Ľubica[1]
- Sloveno: Ljuba[1], Ljubica[1]
- Ucraino: Любов (Ljubov)[1]
  - Alterati: Любочка (Ljubočka)[1]
  - Ipocoristici: Люба (Ljuba)[1]

## Origine e diffusione
Ljubov' le sue varianti in altre lingue costituiscono un'ampia gamma di nomi tutti basati sull'elemento slavo лйуб (ljub, "amore", da cui anche Lubomír e Libuše); la forma Ljubica può anche derivare dal serbo-croato ljubicica, "viola".
È quindi analogo per significato ai nomi Amore e Agape.

## Onomastico
L'onomastico può essere festeggiato il 1º agosto in memoria di santa Carità, una delle figlie di santa Sofia, che in russo è chiamata Ljubov', martire con la madre e le due sorelle a Roma sotto Traiano.

## Persone
- Ljubov' Aksel'rod, filosofa russa

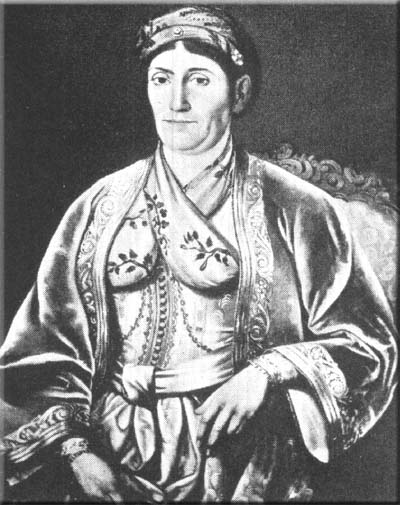
Ljubica Vukomanović

- Ljubov' Bezborodko, nobildonna russa
- Ljubov' Egorova, fondista russa
- Ljubov' Kosmodem'janskaja, attivista sovietica
- Ljubov' Orlova, attrice, cantante e musicista sovietica
- Ljubov' Petrova, soprano russo
- Ljubov' Popova, pittrice e scenografa russa
- Ljubov'  Sobol', politica, attivista e avvocata russa
- Ljubov' Sokolova, pallavolista russa
- Ljubov' Šutova, schermitrice russa

### Variante Ljubica
- Ljubica Drljača, cestista e allenatrice di pallacanestro serba
- Ljubica Otašević, cestista e attrice jugoslava
- Ljubica Vukomanović, principessa consorte di Serbia

### Altre varianti femminili
- Ljubov Al'oškina, cestista ucraina
- Ľubica Schultze, cestista slovacca naturalizzata tedesca
- Ľubica Štepanová, modella slovacca
- Ljuba Šumejko, modella e fotografa ucraina

### Varianti maschili
- Ljuben Berov, economista, storico e politico bulgaro
- Ljuben Karavelov, scrittore bulgaro